# African Stars Football Club
L'African Stars Football Club és un club de futbol namibià de la ciutat de Windhoek.

## Palmarès
- Lliga namibiana de futbol:[2]
  - 2008/09, 2009/10, 2014/15, 2017/18
- Copa namibiana de futbol:[3]
  - 2007